# Pedalium murex
Pedalium murex är en sesamväxtart som beskrevs av Carl von Linné. Pedalium murex ingår i släktet Pedalium och familjen sesamväxter. Inga underarter finns listade i Catalogue of Life.

## Bildgalleri

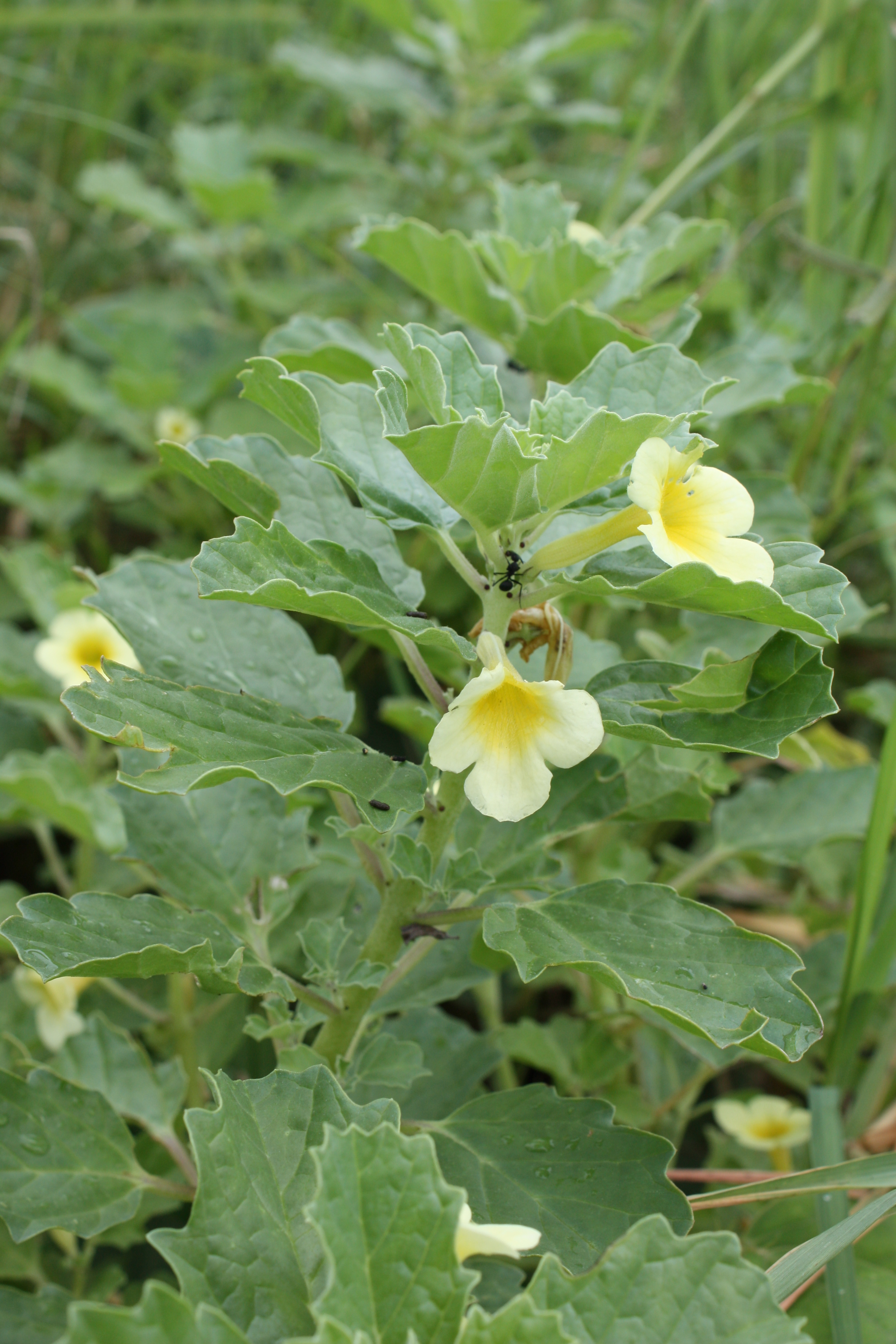